# Phosphate de monoammonium
Le phosphate de monoammonium, phosphate monoammonique ou dihydrogénophosphate d'ammonium, est un composé chimique de formule NH4H2PO4. On le désigne également par le sigle ADP, de l'anglais Ammonium Dihydrogen Phosphate. Il s'agit d'un sel d'ammoniac NH3 et d'acide phosphorique H3PO4, constitué de cations ammonium NH4+ et d'anions dihydrogénophosphate H2PO4−. Il se forme à l'état de poudre cristalline lorsqu'on mélange deux solutions d'ammoniac et d'acide phosphorique, en même temps que le phosphate d'ammonium (NH4)3PO4 et le phosphate de diammonium (NH4)2HPO4 en fonction de la concentration relative en ammoniac et en acide phosphorique ; il apparaît dès que la solution devient acide :
NH3 + H3PO4 → NH4H2PO4.
Il entre dans la composition d'engrais pour l'agriculture, où il permet d'apporter de l'azote et du phosphore sous une forme assimilable par les plantes, ainsi que dans les poudres pour extincteurs, typiquement mélangé sous une forme fluidifiée à du sulfate d'ammonium (NH4)2SO4.
Les cristaux de phosphate de monoammonium sont biréfringents, et à ce titre fréquemment utilisés en optique, présentant, aux longueurs d'onde de la lumière visible, les indices de réfraction no = 1,522 et ne = 1,478.
Ces cristaux sont également piézoélectriques, propriété mise à profit dans les transducteurs électroacoustiques de sonars, l'alternative étant les transducteurs à magnétostriction. Les cristaux de phosphate de monoammonium ont largement remplacé ceux de quartz SiO2 et de sel de Seignette (tartrate double de sodium et de potassium, KOOC–CHOH–CHOH–COONa) au milieu du siècle dernier car ils sont plus faciles à travailler et ne sont pas déliquescents.